# Horas

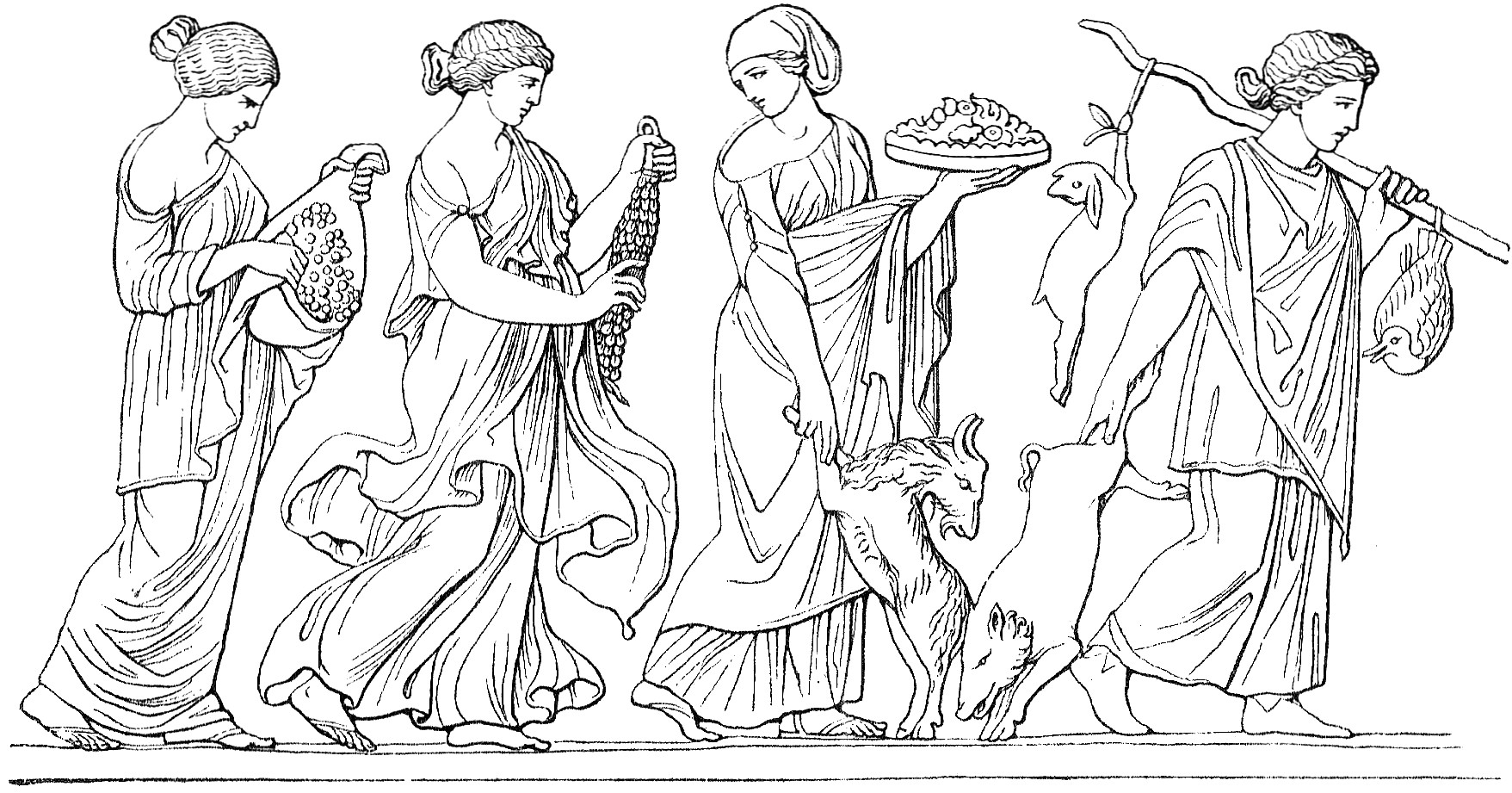
As Horas trazendo presentes de casamento para Peleu (Paris, Louvre).

As Horas (do grego antigo Ὧραι, transl. Hôrai, 'estações'; em latim: Horae) constituíam, na mitologia grega, um grupo de deusas que presidiam sobre as estações do ano. Filhas de Zeus e Têmis, elas personificavam a ordem do mundo e originalmente eram três:
- Eunomia (Εὐνομία, "legalidade") representa a legalidade, a boa ordem, as leis cívicas.
- Irene (Εἰρήνη, "paz") representa a paz.
- Dice (Δίκη, "justiça") representa a justiça.[1]

Têmis e Dice elucidam o lado ético do instinto, a voz miúda e calma no seio do impulso. Dice para a humanidade é a função de base institual muito sintônica com o que chama de instinto para reflexão. As três Horas também são as porteiras do monte Olimpo.[carece de fontes?]
Posteriormente, o número de Horas passou de três a nove, dez ou doze deusas guardiãs da ordem natural, do ciclo anual de crescimento da vegetação e das estações climáticas anuais, que seriam:
- Talo (Θαλλώ), florescimento.

- Auxo (Αὐξώ), crescimento.

- Carpo (Καρπώ), frutificação.

- Ortosia (Ορθωσία), prosperidade.

- Euporia (Εὐπορία), abundância.

- Ferusa (Φέρουσα), substância.

- Auxesia (Αὐξησία), crescimento.

- Damia (Δαμία), terra nutriz.

- Teoria (Θεωρία), festejos.

- Opora (Οπώρα), banquete.

As 4 Horas que personificam as quatro estações do ano, filhas e companheiras do deus-sol, Helios:
- Eiar (Εἶαρ), primavera.

- Teros (Θέρος), verão.

- Ftinoporão (Φθινόπωρον), outono.

- Quimão (Χειμών), inverno.

As 12 Horas que personificam as horas do dia, filhas e companheiras do deus-tempo, Chronos:
- Auge (Αὐγή), a hora da alvorada.

- Anatole (Ανατολή), a hora do nascer-do-sol.

- Musique (Μουσική), a hora da música.

- Ginastique (Γυμναστική), a hora do atletismo.

- Ninfe (Νυμφή), a hora do banho.

- Mesembria (Μεσημβρία), a hora do meio-dia.

- Esponde (Σπονδή), a hora da libação.

- Elete (Ηλετή), a hora da oração.

- Acte (Ακτή), a hora da refeição.

- Hesperis (Ἑσπερίς), a hora do entardecer.

- Disis (Δύσις), a hora do pôr-do-sol.

- Arctos (Άρκτος), a hora da noite.

Segundo alguns, Clóris (Χλωρίς), deusa da primavera, era também uma das Horas.